# Symphonies pour cordes (Félix Mendelssohn)

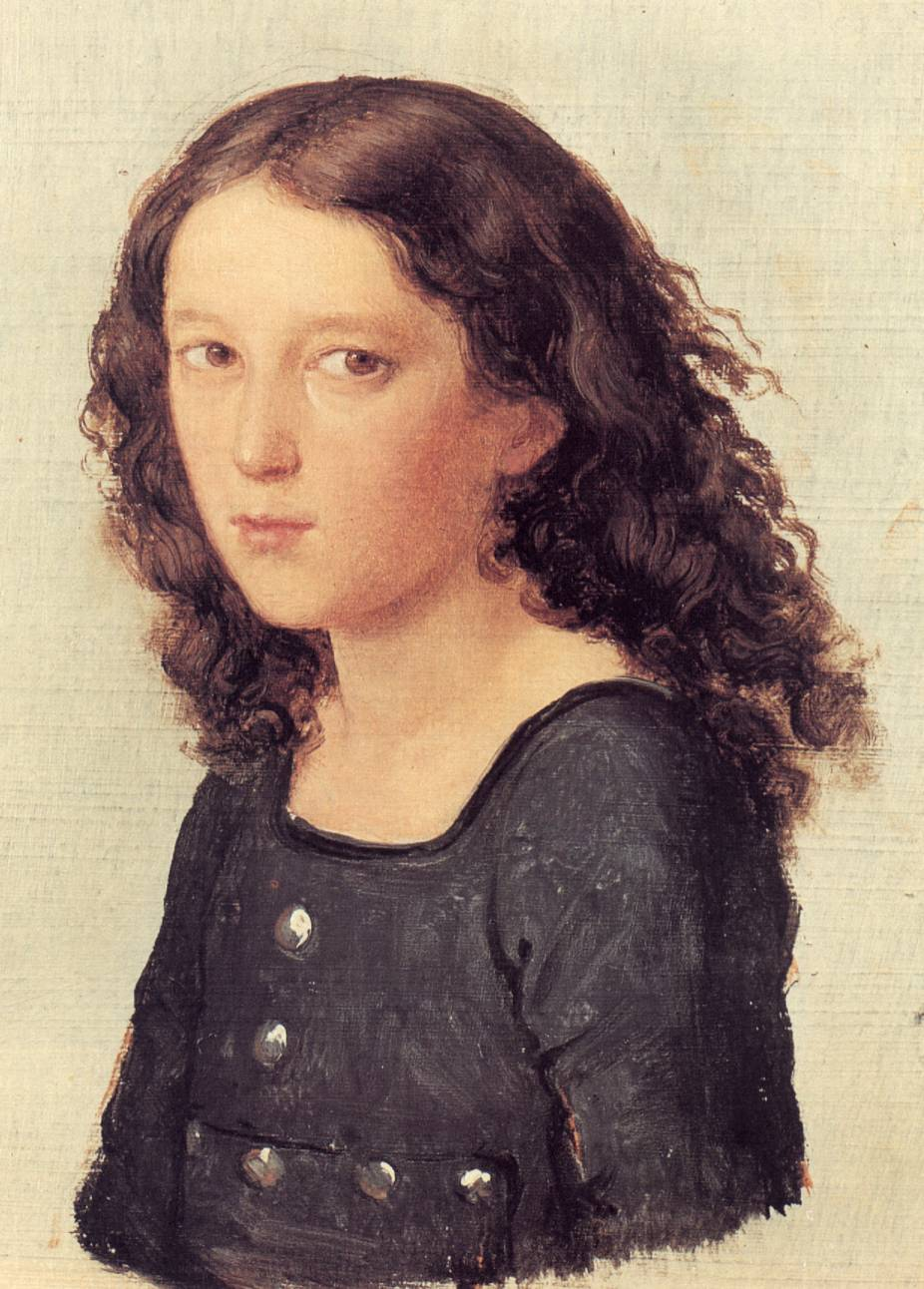
Portrait de Felix Mendelssohn Bartholdy en 1821.

Jakob Ludwig Felix Mendelssohn Bartholdy (Félix Mendelssohn) a écrit treize symphonies pour cordes entre 1821 et 1823, alors qu'il avait entre douze et quatorze ans. (Pour ses symphonies de la maturité, voir ici).

## Contexte
Ces symphonies pour cordes, écrites en deux ans (1821–1823) correspondent à la période suivant immédiatement les études de fugue du jeune compositeur. Il s’agit d’une période d’activité intense, en  plus de ses treize symphonies pour cordes : quatre singspiel (Die Soldatenliebschaft, Die beiden Pädagogen, Die wandernden Komödianten, Der Onkel aus Boston, oder Die beiden Neffen), des œuvres diverses pour violon, piano et orchestre, des œuvres diverses pour violon et piano (dont la Sonate en fa mineur op. 4), un quatuor à cordes, les quatuors pour piano et cordes op. 1 et 2 , etc..
Les premières symphonies pour cordes sont amplement influencées par l'enseignement du professeur de Mendelssohn, Carl Friedrich Zelter, lui-même élève du grand Johann Philipp Kirnberger, qui a son tour fut l'élève de Jean-Sébastien Bach. Le jeune Mendelssohn est donc, par maîtres interposés, un descendant directe de l'école contrapunctique de Bach et ces premières œuvres en portent encore une trace audible. Malgré le choix très large d'instrumentation au XIXe siècle, c'est avec l'ensemble à cordes, la base de l'écriture orchestrale de Bach, que Mendelssohn choisit d'expérimenter.

## Instrumentation
Ces symphonies sont écrites pour orchestre à cordes. La symphonie pour cordes n°11 contient aussi des percussions (timbales, triangle, cymbales) dans le deuxième mouvement. Pour le n°8 Mendelssohn a écrit un arrangement avec des bois, des cuivres et des timbales.

## Structure
La plupart des symphonies à cordes de Mendelssohn sont composées en trois mouvements, à l'exception des numéros 7, 8 et 9, qui en comptent quatre, de la 10e et de la 13e qui sont en un seul mouvement et de la 11e en cinq mouvements.
Les symphonies sont essentiellement liées au XVIIIe siècle : ainsi, elles semblent être plus des études à la fois de style et de genre que des études de forme; Carl Philipp Emanuel Bach y est présent, de même que certains éléments de Haydn ; l’héritage de Mozart fait de brèves apparitions, et les différentes formes d'expansion de la forme symphonie chez Beethoven y est généralement ignorée. 
On remarque, par exemple, que dans le premier mouvement de la 2e symphonie le chromatisme n’en est un que de passage, c’est-à-dire que les frictions harmoniques que l’on rencontre sont causées par l’action indépendante des voix (de nature contrapuntique) plutôt qu’introduites pour leur expressivité individuelle. De même, si le développement de ce mouvement a pour base un matériau dérivé de celui de l’exposition, celui-ci n’est pas à proprement parler « développé » : le déroulement du discours est essentiellement de style post-baroque, s’effectuant par le biais de contrepoints imitatifs et de marches d’harmonie. Il faut aussi noter la rapidité avec laquelle arrive la dominante (mi) de la dominante (la) — moment de tension dramatique extrême dans la forme sonate classique — 8 mesures seulement après le début du développement.
Les exemples de ce genre abondent: toute la première partie du développement de la 7e Symphonie est un « exercice » de contrepoint (comme la deuxième partie en sera un d’enchaînements harmoniques) ; la fugue est présente, dans l’Allegro molto de la 7e Symphonie et dans l’Allegro vivace de la 9e Symphonie (un fugato).

## Symphonies

### N°1 endomajeur
1. Allegro
2. Andante
3. Allegro

### N°2 enrémajeur
1. Allegro
2. Andante
3. Allegro vivace

### N°3 enmimineur
1. Allegro di molto
2. Andante
3. Allegro

### N°4 endomineur
1. Grave - Allegro
2. Andante
3. Allegro vivace

### N°5 ensi bémolmajeur
1. Allegro vivace
2. Andante
3. Presto

### N°6 enmi bémolmajeur
1. Allegro
2. Menuetto
3. Prestissimo

### N°7 enrémineur
1. Allegro
2. Andante amorevole
3. Menuetto
4. Allegro molto

### N°8 enrémajeur
1. Adagio e grave - Allegro
2. Adagio
3. Menuetto
4. Allegro molto

### N°9 endomajeur
1. Grave - Allegro
2. Andante
3. Scherzo
4. Allegro vivace

### N°10 ensimineur
1. Adagio - Allegro - Piu presto

### No 11 enfamajeur
1. Adagio - Allegro molto
2. Scherzo comodo. chanson suisse
3. adagio
4. Menuetto : Allegro moderato
5. Allegro molto

### N°12 ensolmineur
1. Fuga : Grave - Allegro
2. Andante
3. Allegro molto

### N°13Symphoniesatz
Mendelssohn a ébauché une 13e symphonie pour cordes, appelée Symphoniesatz (« mouvement symphonique »). Ce Grave - Allegro molto est en do mineur.